# سعيد عبد الفتاح عاشور
سعيد عبد الفتاح عاشور مؤرخ مصري وأكاديمي، له أكثر من عشرين كتاباً في تاريخ أوروبا العصور الوسطى والتاريخ العربي الإسلامي.

## سيرته
ولد سعید عبد الفتاح عاشور – الذي هو في الأصل من مدینة طنطا –
في حي الروضة بالقاهرة في یوم 30 یولیو 1922 م بعد ثلاث سنوات فقط من اندلاع
ثورة 1919 م ضد الاحتلال البریطاني لأرض الكنانة، وقد نشأ في أسرة
علمیة. إذ أن والده أ.د. عبد الفتاح عاشور الأستاذ بكلية دار العلوم (جامعة القاهرة)، وكان لوالده الأثر البالغ في تكوین شخصیته من خلال كونه ابناً لأستاذ
جامعي بارز. المؤرخ عاشور له أكثر من اثنين وعشرين كتاباً عن تاريخ العصور الوسطى في أوروبا والمشرق العربي الإسلامي. نشر العديد من الأبحاث والمقالات العلمية على مدى تاريخه العلمي الطويل. ترأس عاشور وعمل أستاذا لكرسي العصور الوسطى لعدة عقود في أقسام التاريخ بالجامعات العربية مثل جامعة القاهرة، وجامعة بيروت العربية، وجامعة الكويت وجامعة بغداد وجامعة الموصل وجامعة الجزائر وجامعة السلطان قابوس وجامعة كمبردج وغيرها. حاضر وأشرف على الأبحاث، وعمل أستاذاً زائراً في العديد من الجامعات المصرية والعربية والبريطانية. 
أجمع المؤرخون العرب في مؤتمرهم الكبير الذي عقد عام 1991 في القاهرة على انتخابه رئيساً 
«لاتحاد المؤرخين العرب_مصر»، وهو المنصب الذي ظل يحتفظ به بإجماع الأعضاء الذين لقبوه بشيخ المؤرخين العرب حتى اعتزاله وتقاعده لظروفه الصحية العام 2005.

## أعماله
يدين المشتغلون بالتاريخ في مصر والعالم العربى للأستاذ الدكتور سعيد عبد الفتاح عاشور بما قدمه خلال خمسة وثلاثين عاماً من كتبٍ ومؤلفاتٍ وبحوثٍ ودراساتٍ وتحقيقاتٍ في تاريخ العصور الوسطى أثرت المكتبة التاريخية العربية، وفتحت آفاقاُ جديدة لجميع المشتغلين قي هذا الميدان 
«وإذا كان في عطائه العلمى في مجال البحث التاريخي وتحقيق النصوص لم يقف عند حد، فلقد كان سلوكه الشخصي يصدر عن قيمٍ جامعيةٍ أصيلةٍ، ومثلٍ أخلاقيةٍ عالية. عرفه تلاميذه قي قسم التاريخ بكلية الآداب بجامعة القاهرة وفي غيرها نموذجاً مشرفاً للعالم المعلم، وتخرج على يديه في مصر والكويت ولبنان والعراق والمملكة العربية السعودية والسودان والجزائر والمملكة المتحدة آلاف الدارسين الذين اقتبسوا من علمه وخلقه، وأفادوا من بحوثه وكتبه ودراساته» 
ولد سعيد عاشور بحي الروضة بالقاهرة في 30 يوليو/تموز 1922، وكان أبوه أستاذاً بدار العلوم، فنشأ في بيئةٍ محافظةٍ لأسرةٍ مصريةٍ من الطبقة الوسطى، وهي الطبقة التي كان ينتمي إليها رجال التعليم وموظفو الحكومة والمهنيون ذلك الوقت. 
أظهر سعيد عاشور نبوغاً وجديةً فكان من أوائل الخريجين في جميع مراحل التعليم التي تدرج فيها حتى نال شهادة التوجيهية (الثانوية العامة) عام 1940م. التحق بكلية الآداب، والتي كان عميدها ذلك الوقت الأستاذ أحمد أمين المؤرخ والأديب المعروف.
اختار دراسة التاريخ حيث تتلمذ على أيدي زمرةٍ من أعلام وشوامخ مؤرخي مصر مثل حسن إبراهيم حسن، ومحمد مصطفى زيادة، وعزيز سوريال عطية، وزكي علي ومحمد شفيق غربال ومن المستشرقين جوجيه ودايتون، وغيرهم ممن يضيق المقام عن ذكرهم. وفي عام 1944 حصل على شهادة الإجازة (الليسانس) بتقدير جيد جداً، وسجل رسالته لدرجة الماجستير بعنوان «قبرس والحروب الصليبية» تحت إشراف الأستاذ الدكتور محمد مصطفى زيادة، وباختياره موضوع تلك الرسالة ربط حياته ومستقبله بالدراسة والبحث في العصور الوسطى والحروب الصليبية والتي استأثرت بأهم مؤلفاته وأضخمها في سنواتٍ لاحقة.
سافر إلى العراق عام 1946م حيث قضى عامين كمساعدٍ لأستاذه الدكتور محمد مصطفى زيادة الذي كان انتدب مع ثلاثةٍ من الأساتذة المصريين لوضع أسس جامعة بغداد وزار بغداد من جديد عام 1996 و1998.
وفي عام 1949 حصل على درجة الماجستير بتقدير جيد جداً مع مرتبة الشرف، وهو العام نفسه الذي رزق فيه بأول مولودٍ له.
واصل دراسته العليا حتى حصل على درجة الدكتوراة بإشراف الأستاذ الدكتور محمد مصطفى زيادة عام 1955م بتقدير ممتاز وكان موضوعها «الحياة الاجتماعية قي مصر في عصر سلاطين المماليك».
وفي سنة 1955م عين الدكتور سعيد عاشور مدرساً لتاريخ العصور الوسطى بقسم التاريخ بكلية الآداب في جامعة فؤاد الأول (جامعة القاهرة حالياً).
أسهم عام 1956 ضمن وفدٍ من الأساتذة في تأسيس وافتتاح الدراسة بفرع جامعة القاهرة في الخرطوم، وقام بالتدريس بذلك الفرع لفصلٍ دراسى واحد.
عمل أستاذاً زائراً في جامعة الرياض سنة 1961م لعامٍ واحد، وجامعة الجزائر سنة 1973، وجامعة بيروت العربية خلال الفترة من 1973 إلى 1975، وجامعة الكويت في الفترة من 1975 إلى 1985، كما اشترك في اللجنة التأسيسية التي خططت لإنشاء جامعة السلطان قابوس في عُمان في الفترة من 1983 إلى 1985، وجامعة كمبردج بالمملكة المتحدة لعامين 1985م إلى 1987م، وخلال تواجده فيها زار عددا من الجامعات البريطانية كجامعة أكسفورد وجامعة لندن وجامعة إكستر وفي الأخيرة دعاه عبد الحي شعبان لزيارة الجامعة وألقاء محاظراته فيها وألإطلاع على مناهجها في دراسة التاريخ.

## مؤلفاته
يرى عماد عبد السلام رؤوف  أنه كان «...صاحب مدرسة متميزة في تاريخ العصور الوسطى»، حيث عدل عن منهج السرد التاريخي الذي كان سائداً قبله، واهتم بالبحث والتحليل للروايات التاريخية والكشف عن طبيعة العلاقات بين الشرق والغرب في العصور الوسطى، وهو ما يبدو جلياً في مؤلفاته التي يأتي في مقدمتها:
- «كتاب: الحركة الصليبية_ صفحة مشرقة في تاريخ الجهاد الإسلامي في العصور الوسطى ».
- «كتاب: أوروبا العصور الوسطى_ التاريخ السياسي والنظم والحضارة».

وهما مؤلفان موسوعيان يتألف كل منهما من مجلدين كبيرين وقد أصبحا منذ صدورهما المراجع الرئيسة التي لا غنى عنها لكل باحث في تاريخ العصور الوسطى في العالم العربي والإسلامي.
- «كتاب: الناصر صلاح الدين، والذي يعد من أهم» الدراسات الأكاديمية«عن القائد صلاح الدين الأيوبي».

وبالإضافة لمؤلفاته العديدة في التاريخ والحضارة العربية الإسلامية وتاريخ العصور الوسطى الأوربية، اهتم د. سعيد عاشور اهتماماً كبيراً بتحقيق التراث ونشر المخطوطات والتي كان من أهمها تحقيق ونشر كتاب «السلوك لمعرفة دول الملوك» للمقريزى مؤرخ العصور الوسطى الأشهر، حيث قام بتحقيق ونشر الجزئين الثالث والرابع في 6 مجلدات (2804 صفحات) ، كذلك قام بتحقيق ونشر مجموعة كبيرة من كتب التراث الهامة: «كنز الدرر» لابن أيبك الدواداري، «نهاية الأرب» للنويرى و«الجوهر الثمين» لابن دقماق.
أما عن بحوثه المنشورة في الدوريات والمجلات العلمية أو المؤتمرات المحلية والدولية فقد بلغت أكثر من أربعين بحثاً أثرت الدراسات الخاصة بتاريخ العصور الوسطى وفتحت آفاقاً جديدة في دراسة تلك الفترة متحررة من الآراء والأفكار النمطية للمستشرقين الأجانب، وفي تقييمه لكتاب جغرافية الباز الأشهب، لجمال الدين فالح الكيلاني، دعم سعيد عبد الفتاح عاشور، موقف صاحب الأطروحة المذكورة أن، عبد القادر الجيلاني، ولادة جيلان (العراق) التابعة لمدينة المدائن قرب بغداد لا جيلان (إيران) ، وبلغت عدد الرسائل الجامعية – ماجستير ودكتوراه- التي أشرف عليها الدكتور عاشور خلال تاريخه العلمي الطويل، ما يزيد عن أربع وأربعين رسالة ، علما بأنه من المعروف أن د.سعيد عبد الفتاح عاشور لم يتوقف عن الإشراف على الرسائل الجامعية حتى تقاعده سنة 2005، وكثير من طلابه وصل درجة الأستاذية وانتشروا في الجامعات المصرية والعربية واحتلوا أكبر المناصب العلمية والإدارية.

## مواقفه
وعرف عن الدكتور سعيد عاشور مواقفه القومية والإنسانية الشجاعة، والتي إنبرى فيها مدافعاً عن زملائه من أعضاء هيئة التدريس، أو طلبته في جامعة القاهرة، ولا زال البعض يذكر له ذلك الموقف الرائع في فبراير 1968 حينما تطوع في شجاعة نادرة وقي جو عاصف مشحون بالتوتر السياسى والنفسى، في التوسط بين الطلبة الثائرين على الأوضاع التي أدت إلى نكسة 1967 والذين اعتصموا بكلية الهندسة جامعة القاهرة من جهة، وكبار مسئولى الدولة من جهة أخرى، حين نجح في تهدئة الخواطر وتأمين سلامة الطلبة وخرج بهم في موكب مشرف للاجتماع مع كبار المسئولين في مجلس الأمة (أصبح مجلس الشعب فيما بعد) حيث التقوا أنور السادات ولبيب شقير وأعضاء المجلس ليطرحوا أفكارهم وتساؤلاتهم ومطالبهم، وتم إنهاء الاعتصام بصورة سلمية ومرضية للطرفين.

## جوائز وتكريمات
نال الدكتور سعيد عبد الفتاح عاشور العديد من الأوسمة والجوائز الأدبية والثقافية من أهمها جائزة الدولة التشجيعية في العلوم الاجتماعية عام 1965، وفي العام نفسه نال وسام الجمهورية، وحصل على جائزة الدولة التقديرية للعلوم الاجتماعية عام 1996.
وخلال عمله أستاذا زائرا بجامعة كامبريدج منحته إدارة الجامعة «الدكتوراه الفخرية» نظرا لجهودة الرصينة في مجال تخصصه والرائد في تاريخ الحروب الصليبية.
وفي كلمة مؤثرة للأستاذ الدكتور حسنين محمد ربيع أستاذ تاريخ العصور الوسطى والعميد السابق لكلية الآداب، جامعة القاهرة، جاءت في مقدمة الكتاب الذي صدر تكريماً له من جامعة القاهرة بمناسبة بلوغه السبعين، قال «...لقد كان علمه موقفاً، وكانت ثقافته رؤية، وكان منهجه تأصيلاً، وكانت كتابته تأسيساً، وكانت استاذيته التزاماً، ولسوف يعيش في وجداننا قيمة باقية تفجر في نفوسنا ينابيع الخير والعطاء».
قال أحمد الطيب ، شيخ الأزهر ، إن هناك مؤرخا مصريا اسمه الدكتور سعيد عبد الفتاح عاشور، رحمه الله، كان أستاذًا في كلية الآداب وهو شيخ وسيد مؤرخى فترة الحملات الصليبية، ترك لنا تراثًا كبيرًا جدًا، للأسف الشديد لا ينشر ولا يسلط الضوء عليه، حيث كتب كتابًا بعنوان الناصر صلاح الدين في سلسلة اسمها «أعلام العرب»، وهو يدحض ويكشف زيف ما يقوله هؤلاء المغرضين ضد صلاح الدين الأيوبى، وكل ما يقولونه يحقق خطط سياسات أجنبية ، لقد ظلم هذا المؤرخ الكبير كثيرا لعدم تسليط الضوء عليه من قبل الإعلام.

## كتب pdf
- كتاب: الناصر صلاح الدين _سعيد عبد الفتاح عاشور.
- كتاب: «الحركة الصليبية_ صفحة مشرقة في تاريخ الجهاد الإسلامي في العصور الوسطى»(سعيد عبد الفتاح عاشور).
- كتاب: أوروبا العصور الوسطى_التاريخ السياسي _سعيد عبد الفتاح عاشور.
- كتاب: أوروبا العصور الوسطى_ النظم والحضارة_سعيد عبد الفتاح عاشور.